# Федеральная служба по военно-техническому сотрудничеству
Федеральная служба по военно-техническому сотрудничеству Российской Федерации (ФСВТС России) — федеральный орган исполнительной власти, осуществляющий функции по контролю и надзору в области военно-технического сотрудничества Российской Федерации с иностранными государствами.

## История
В советское время государственным руководством ВТС занималось Главное техническое управление Госкомитета по внешним экономическим связям, которое было после распада СССР реорганизовано в несколько ФГУПов.
1 декабря 2000 года параллельно с объединением этих ФГУПов в «Рособоронэкспорт» был образован Комитет Российской Федерации по военно-техническому сотрудничеству с иностранными государствами (КВТС России).
9 марта 2004 года КВТС России был преобразован в Федеральную службу по военно-техническому сотрудничеству (ФСВТС России).

## ФСВТС России принимает решения
- о ввозе в Российскую Федерацию и вывозе из неё продукции военного назначения в порядке, установленном Президентом РФ;
- о выдаче субъектам военно-технического сотрудничества лицензий на ввоз в Российскую Федерацию и вывоз из неё продукции военного назначения;
- о предоставлении по уполномочию Президента РФ организациям — разработчикам и производителям продукции военного назначения права на осуществление внешнеторговой деятельности в отношении продукции военного назначения в части, касающейся поставок запасных частей, агрегатов, узлов, приборов, комплектующих изделий, специального, учебного и вспомогательного имущества, технической документации к ранее поставленной продукции военного назначения, проведения работ по освидетельствованию, эталонированию, продлению срока эксплуатации, техническому обслуживанию, ремонту, в том числе с модернизацией, утилизации и других работ, обеспечивающих комплексное сервисное обслуживание ранее поставленной продукции военного назначения, а также обучения иностранных специалистов проведению указанных работ;
- о лишении названных организаций указанного права с направлением информации об этом Министру обороны Российской Федерации;
- об организации выставок и показов образцов продукции военного назначения в Российской Федерации и в иностранных государствах в порядке, установленном Правительством РФ;
- о присуждении ежегодной национальной премии «Золотая идея»[4].

## Руководители
- генерал-лейтенант Дмитриев, Михаил Аркадьевич (2004—2012 годы)
- генерал-полковник Фомин, Александр Васильевич (2012—2017 годы)
- действительный государственный советник Российской Федерации 1-го класса Шугаев Дмитрий Евгеньевич (с 2017 года)